# Ashley Williams (piłkarz)
Ashley Errol Williams (ur. 23 sierpnia 1984 w Wolverhampton) – walijski piłkarz angielskiego pochodzenia który występował na pozycji obrońcy.
W latach 2008–2019 reprezentant Walii. Półfinalista Mistrzostw Europy w 2016 roku.
Większość swojej kariery spędził w walijskim klubie Swansea City.

## Kariera klubowa
Karierę piłkarską Williams rozpoczynał w zespole West Bromwich Albion, gdzie do 16 roku życia występował w zespołach juniorskich. Następnie trafił do Hednesford Town. Po pewnym czasie Williams został zaproszony na testy do Oldham Athletic, które przeszedł pomyślnie. Oldham złożyło ofertę jego zakupu, którą Hednesford odrzucił. W Hednesford Town rozegrał łącznie 34 spotkania ligowe.
W 2003 roku przeszedł do Stockport County. 16 marca 2004 roku zadebiutował w tym zespole w meczu Football League One z Hartlepool United. W sezonie 2003/2004 rozegrał 10 spotkań. Został także wybrany najlepszym piłkarzem młodego pokolenia w klubie.
13 listopada 2004 roku w meczu Pucharu Anglii z Huddersfield Town Williams strzelił swoją pierwszą bramkę dla Stockport. Natomiast 18 grudnia tego samego roku w spotkaniu z Milton Keynes Dons odnotował swoje pierwszą bramkę w rozgrywkach ligowych. W sezonie 2004/2005 rozegrał 49 meczów. Stockport zajęło ostatnie miejsce w lidze i spadło do Football League Two.
W czasie następnych sezonów Williams dalej był podstawowym obrońcą Stockportu. W sezonie 2005/2006 został wybrany najlepszym zawodnikiem zespołu, a Luton Town złożyło propozycję jego zakupu za 500 tysięcy funtów, którą klub odrzucił.
27 marca 2008 roku został wypożyczony na resztę sezonu do Swansea City. Zadebiutował tam 8 kwietnia w ligowym meczu z Carlisle United. Williams do końca sezonu rozegrał trzy mecze, a Swansea wywalczyła awans do Football League Championship. 22 maja 2008 roku klub ten wykupił Williamsa za 400 tysięcy funtów. Podpisał on dwuletni kontrakt. Swansea pobiła zarazem swój transferowy rekord w kwocie wydanych pieniędzy na jednego zawodnika.
16 września 2008 roku w meczu ligowym z Derby County Williams zdobył swoją pierwszą bramkę dla nowego zespołu. Sezon 2008/2009 zakończył z 51 występami. W kolejnym sezonie również był podstawowym zawodnikiem. W kwietniu 2010 roku został wybrany do najlepszej jedenastki w lidze. Dla walijskiego klubu rozegrał 319 meczów, w których zdobył 14 goli.
Po ośmiu latach gry dla Swansea City zdecydował się na transfer do Evertonu. Kosztował 12 milionów funtów, co uczyniło go najdroższym 31-latkiem w historii angielskiej ekstraklasy.
26 stycznia 2021 roku zakończył piłkarską karierę.

## Kariera reprezentacyjna
Williams urodził się w Anglii, jednak jego dziadek jest Walijczykiem, więc może występować w reprezentacji tego kraju. 26 marca 2008 roku zadebiutował w niej w meczu z Luksemburgiem.
Uczestnik eliminacji do Mistrzostw Świata w 2014 roku.
Znalazł się w kadrze na Mistrzostwa Świata w 2016 roku. W fazie grupowej rozegrał wszystkie trzy mecze: wygranym spotkaniu przeciwko reprezentacji Słowacji (2:1), przegranym spotkaniu przeciwko reprezentacji Anglii (1:2) oraz wygranym spotkaniu przeciwko reprezentacji Rosji (3:0).
Po wyjściu z grupy B, Walia natrafiła na reprezentacje Irlandii Północnej w meczu 1/8 finału. Mecz zakończył się zwycięstwem Waliijczyków wynikiem 1:0.
W ćwierćfinale zmierzyli się z reprezentacją Belgii, na stadionie Stade Pierre-Mauroy. Ashley strzelił bramkę na 1:0 w 30 minucie spotkania. Ostatecznie mecz zakończył się wynikiem 3:1 na korzyść Walijczyków.
W półfinale, reprezentacja Walii natrafiła na reprezentacje Portugalii na stadionie Groupama Stadium. Mecz zakończył się przegraną i odpadnięciem Wali z turnieju wynikiem 2:0.
Był kapitanem reprezentacji Walii która na Mistrzostwach Europy w piłce nożnej 2016 we Francji.
11 czerwca 2019 roku rozegrał ostatni mecz przeciwko reprezentacji Węgier, w roli kapitana na stadionie Groupama Arena. Mecz zakończył się porażką Walijczyków wynikiem 1:0